# Alemus-Juovvajauratj
Alemus-Juovvajauratj är en sjö i Jokkmokks kommun i Lappland och ingår i Piteälvens huvudavrinningsområde. Sjön har en area på 0,0613 kvadratkilometer och ligger 561,9 meter över havet. Alemus-Juovvajauratj ligger i Udtja Natura 2000-område.

## Delavrinningsområde
Alemus-Juovvajauratj ingår i det delavrinningsområde (735552-164628) som SMHI kallar för Utloppet av Tapmukjauratjärnen. Medelhöjden är 565 meter över havet och ytan är 6,02 kvadratkilometer. Det finns ett avrinningsområde uppströms, och räknas det in blir den ackumulerade arean 8,44 kvadratkilometer. Vattendraget som avvattnar avrinningsområdet har biflödesordning 4, vilket innebär att vattnet flödar genom totalt 4 vattendrag innan det når havet efter 223 kilometer. Avrinningsområdet består mestadels av skog (39 procent) och sankmarker (56 procent). Avrinningsområdet har 0,27 kvadratkilometer vattenytor vilket ger det en sjöprocent på 4,5 procent.